# Famille de Monteynard
La famille de Monteynard est une famille subsistante de la noblesse française originaire du Dauphiné où elle tient son nom de la terre de Monteynard.
Elle appartient à la noblesse d'extraction chevaleresque sur preuves d'une filiation probable de 1336 ou à la noblesse d'ancienne extraction  sur une preuve certaine vers 1415. Elle donna plusieurs branches et subsiste à travers une branche fixée en Languedoc au XVIe siècle, titrée marquis de Montfrin en 1652.
Plusieurs historiens et généalogistes donnent les Aynard de Domène comme les ancêtres des Monteynard en donnant une filiation suivie à partir de Rodolphe de Domène vivant en 965.

## Histoire

### Origines
« L'histoire de la famille des Aynard de Domène, devenus au xve siècle siècle les Monteynard, s'étend sur un millénaire, depuis les plus anciens témoignages documentaires remontant à la fin du xe siècle siècle, jusqu'à notre époque, puisqu'elle compte toujours de nombreux représentants de plusieurs branches. Au fil des siècles, les membres de cette lignée ont été les acteurs, dans des rôles d'importance inégale, de l'histoire du Dauphiné. »

#### Aynard de Domène
Jacques Cellard et Eric Vial écrivent qu' « Aynard et Eynard sont la contraction d'Eginhard (Agin + Hard), nom qui fut porté par un ministre de Charlemagne »
Selon les travaux du juriste Pierre Maurice (2013), le nom d'Aynard aurait été adopté par cette famille au VIIIe siècle après la canonisation par acclamation du célèbre ermite saint Aynard (ou Eynard). Ce dernier, probablement originaire d'Allemagne, vécut et mourut en odeur de sainteté dans la vire située au pied de la falaise sommitale de la montagne qui porte actuellement son nom. Voulant rendre hommage à ce saint personnage, qui s'était installé sur ses terres, elle instaura la tradition de donner aux fils ainés le prénom d'Aynard, à une époque où les membres d'une famille ne portaient qu'un nom individuel, et où nul n'avait le droit de porter un nom, s'il n'avait pas été porté par ses ancêtres en ligne directe. À la fin du XIIe siècle un de leurs châteaux tombant en ruine, une des branches décide de s'installer dans la région de La Motte-d'Aveillans. Ils deviennent seigneur d'une paroisse appelée "Mont", d'où le nom qu'il leur est donné alors d'Eynard du Mont. Le village devient rapidement le Mons Aynardi (Mont appartenant aux Aynard), puis Monteynard.
Félix Bernard (1949) nous présente les Aynard plus d'un siècle avant la défaite sarrasine dès la seconde moitié du IXe siècle où ils se distinguent parmi les grands vassaux du Lyonnais et du Mâconnais. Au Xe siècle, on les aperçoit sûrement en Graisivaudan, où ils fondent plus tard le prieuré de Domène qui nous renseigne sur leur puissance au début du XIe siècle. L'auteur présente aussi les différentes possessions et les branches des Aynard en passant également par leurs alliances avec la maison de Savoie. D'après ses recherches, les Aynard de Domène seraient à l'origine des familles d'Arvillard, de Miribel, de Bocsozel. Félix Bernard précise que les Aynard ont pris plus tard, le nom de Monteynard. Il émet l'hypothèse selon laquelle le carolingien Éginhard pourrait être un ancêtre.
L'historien du Dauphiné Jean-Pierre Moret de Bourchenu, dit Monsieur de Valbonnais, dans son Histoire de Dauphiné (1721), écrit que cette famille remonte par titres jusqu'au milieu du Xe siècle et en donne les premiers degrés, d'après les cartulaires de Saint-Hugues et du prieuré de Domène, à partir de Rodolphe, qui reçut diverses donations d'Isarn, évêque de Grenoble en 960 jusqu'à Guigues Aynard, seigneur de Domène, vivant en 1155. La filiation donnée par Monsieur de Valbonnais a été reprise par d'autres auteurs. Gustave de Rivoire de La Bâtie (1867) écrit que c'est vers le commencement du XIe siècle que le nom d'Aynard devient le nom patronymique de cette maison.
Cette installation, vers le Xe siècle, repose notamment sur la tradition — notamment chez Nicolas Chorier (1612-1692) ou encore Guy Allard (1635-1716) — selon laquelle l'évêque Isarn ait fait appel à des nobles d'origines étrangères à la région — les Lombard, les Alleman ou encore les Aynard — afin de repeupler voire protéger le diocèse de Grenoble. Rodolphe serait le représentant de ces Aynard, dont Nicolas Chorier dit qu'il serait originaire d'Allemagne, et que l'on qualifie dans le Cartulaire de Grenoble (XLVI) de filleul de l'évêque (episcopus Isarnus Radulfo, avo meo, pro filiatico).
Pierre-Louis Lainé, dans sa généalogie de la maison de Monteynard (1840) indique que l'évêque fait appel à des grands personnages des régions voisines notamment de la Savoie ou de la Provence et que parmi eux se trouve Rodolphe Ier et qu'en récompense de ses exploit il obtient toutes les terres situées entre le lieu appelé la coche de They jusqu'au ruisseau de Domène, précisant les environs de Domène, moins le château et le bourg, et uniquement le château de Theys, sans la juridiction. II précise également que le nom d'Aynard est fréquemment adopté par plusieurs familles considérables "soit  par suite d'alliances soit à raison du lustre attaché à l'origine de ce nom". Celle de Clermont-Tonnerre le porte depuis 1070 et le porte encore aujourd'hui.
Selon certains auteurs, avant que les Aynard de Domène ne s'installent au XIVe siècle dans un château sur la rive gauche de l'Isère dans un lieu qui prit le nom de Monteynard, ils donnent leur nom au Mont Eynard, sur la rive droite de l'Isère à deux lieues de Grenoble, cité vers 1027, où se trouve leur premier château tombé en ruine. Selon d'autres auteurs, le Mont Eynard (Mons Aynardus, vers 1047, Cartulaire de Domène), proche de Grenoble, appelée désormais Mont Saint-Eynard, tiendrait son nom de l'ermitage du Saint-Eynard.
Auguste Prudhomme (1888) indique que la famille revendique « comme son chef » Aynard/Ainard, seigneur de Domène et fondateur du prieuré de Domène, selon un acte estimé vers 1027. Ce personnage dit dominus est considéré comme le fondateur du prieuré de Domène, vers 1027. Il est mentionné auprès de son épouse, Fecenna, et à ses frères Rodolphe, futur évêque de Gap, Gention, Vuigon et Aténulfe.

#### Querelle avec les Alleman (1335-1340)
En 1335, débute un affrontement opposant les Alleman aux Aynard, à laquelle participe presque toute la noblesse du Dauphiné. Guy Allard indique que « Cette guerre, qui en fut presque une civile, dura cinq ans et fut terminée en 1340. »
Les deux familles se disputent les égards du Dauphin du Viennois. Les changements de Dauphin et les différentes faveurs accordées mènent les deux familles à un conflit. Aux côtés des Aynard, on retrouve, dans un premier temps, le dauphin Humbert II, ainsi que les chefs de famille des Varces, des Commiers, des Châteauneuf ou encore des Bardonenche. Du côté des Alleman, ce sont seize chefs de famille, dont les Sassenage, les Arces, les Grezieu ou encore les Seyssel de la Savoie voisine. Malgré l'interdiction des passes d'armes, les deux familles s'affrontent donnant lieu à des meurtres et des incendies.
Le dauphin Humbert II cherche à apaiser la région et à apporter la paix. Après cinq années, les deux familles font la paix lors d'une assemblée solennelle à Grenoble tenu par la dauphin en présence de la magistrature et de la noblesse de la province.
Histoire de la noblesse du comté-Venaissin (1750) précise que cette querelle par ces troubles engendrés durait encore en 1348, car les seigneurs de la Tour et de Châteauneuf qui avait eu part à cette Guerre étaient encore brouillés en ce temps-là. L’avènement du dauphin Charles mit entièrement fin à ces mouvements, par un traité du 17 juin 1350.

#### Famille de Monteynard
Les auteurs Guy Allard (1684), Moréri (1759) ou encore Léon de Givodan (1852) indiquent que les Aynard de Domène prennent le surnom de Montainard, alias Monteynard au XIVe siècle. La Chesnay des Bois (1775), La Roque (1860), Rivoire de La Bâtie (1867) donnent au XVe siècle. Albert Révérend (1905) donne le XVIe siècle.
Là encore les différents auteurs ne s'accordent pas sur une filiation suivie prouvée.
La famille de Monteynard prouve sa noblesse (entre 1654 et 1674) devant Claude Bezons depuis Raymond de Montenard vivant au XVe siècle.
Louis Chasot de Nantigny, dans Tablette historiques, généalogiques et chronologiques (1751), écrit « La maison de Montaynard a ce rare avantage, de prouver sa filiation par des chartres & titres autentiques depuis Rodolphe, l'un des plus grands Seigneur du Gresivaudan, qui vivoit vers l'an 960, & dont le fils Ainard fonda vers 1027 dans la terre de Domene, un Prieuré qui subsiste encore aujourd'hui. »
Aux Honneurs de la Cour, filiation présumée de 980 preuves de 1336.
André Borel d'Hauterive, dans l'annuaire de la pairie et de la noblesse de France (1844) indique que « La filiation de cette maison est authentiquement prouvée depuis Rodolphe Ier, seigneur de Domène, qui, du temps de Conrad, roi de Bourgogne, vers l'an 965, secourut Isarn, évêque de Grenoble, contre les sarasins réfugiés dans les montagnes voisines. »
Dayre de Maihol, dans le Dictionnaire historique et héraldique de la noblesse française (1895) écrit « La maison de Monteynard jouit du rare avantage d'une suite d'aïeux, prouvés par les titres les plus authentique, depuis le milieu du Xe siècle jusqu'à aujourd'hui »
Le Rex, Annuaire généalogique de la noblesse de France (1910), indique que « la filiation authentique et suivie est établie depuis Ainard II, donataire à l'abbaye de Domène, vers 1060 ».
Henri Jougla de Morenas et Raoul de Warren, dans leur Grand armorial de France (1948,) écrivent « La filiation de cette maison, établie d'une façon probable depuis Lantelme Ainard, trouvé en 1336, n'est certaine que depuis Raymond de Monteynard, né vers 1415 (fils de Jean et de Marguerite Alleman), qui testa en 1489 ».
L'Armorial du Trièves-symbolisme et vieilles familles, par François Roche (1962) donne 960 comme date d'ancienneté.
Régis Valette, dans le Catalogue de la noblesse française au XXe siècle (2007), indique que la famille de Monteynard est de noblesse d'ancienne extraction sur preuves de filiation noble vers 1415.
L'ouvrage de Tallandier, Le Dictionnaire de la vraie noblesse (2008), indique que la famille de Monteynard est d'extraction chevaleresque sur une preuve de 1336.

## Personnalités issues des Aynard de Domène (filiation non prouvée)
- Rodolphe I, seigneur de Domène, il prit part à la lutte menée en 965 par l'évêque Isarn pour chasser les Sarrasins de son diocèse et reçut de l'évêque toutes les terres situées entre le lieu appelé la coche de They jusqu'au ruisseau de Domène[34].
- Aynard de Domène I, né vers la fin du Xe siècle, fondateur avec son père et ses frères du prieuré de Domène, selon la charte no 61 du cartulaire de Domène, estimé vers 1027[34].Prieuré de Domène

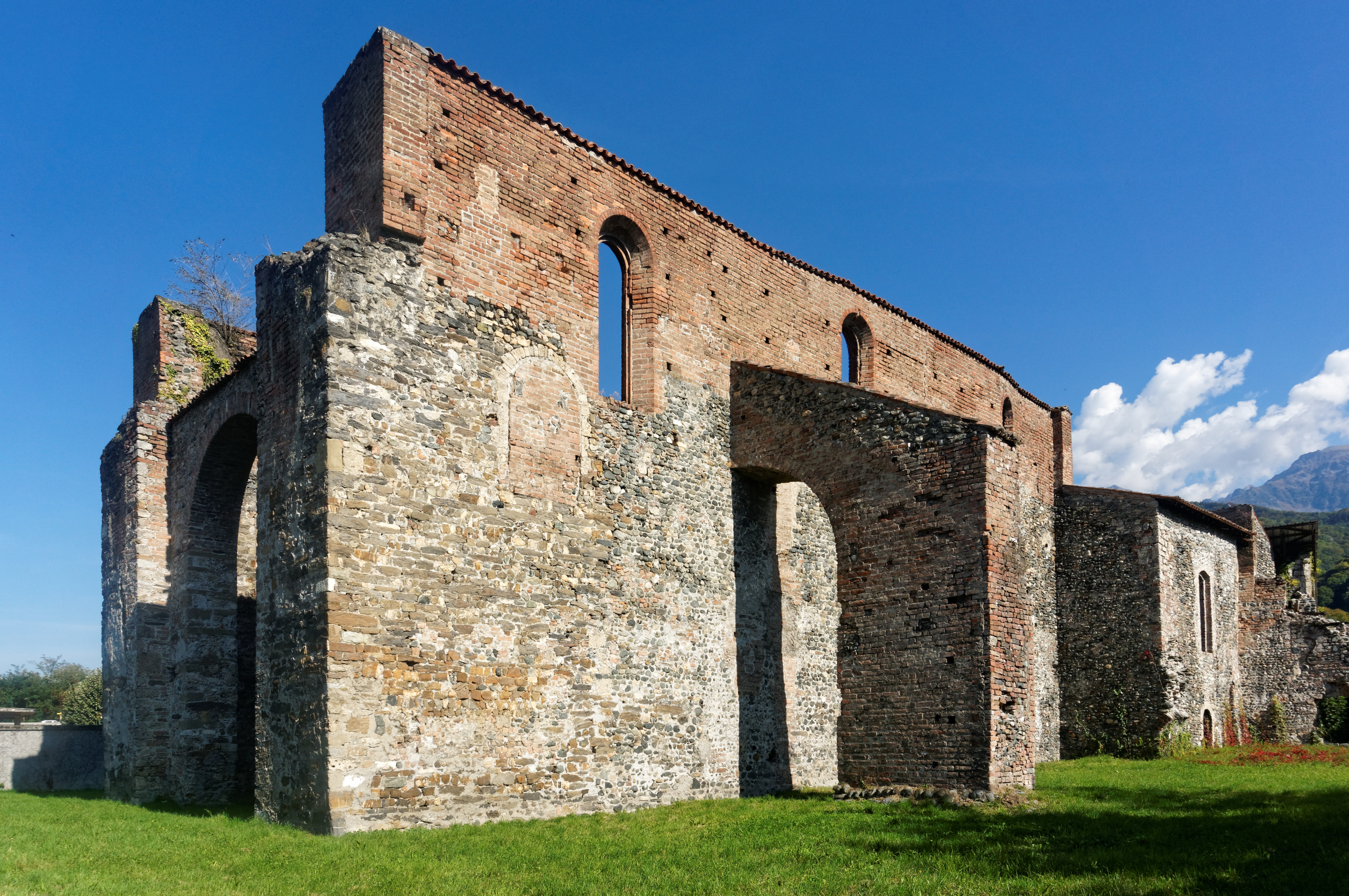
Prieuré de Domène

- Rodolphe, frère d'Aynard, évêque de Gap (v.1040-1050)[34].
- Pons Aynard Ier, seigneur de Domène, de la Pierre, de Gière, de Mont-Aymon, mort vers la fin du  XIe siècle ou au début du  XIe siècle[34].
- Hugues Aynard, seigneur de Domène, croisé en 1147. Ses armes figurent dans la salle des croisades à Versailles[35]Armes Monteynard, salle des croisades

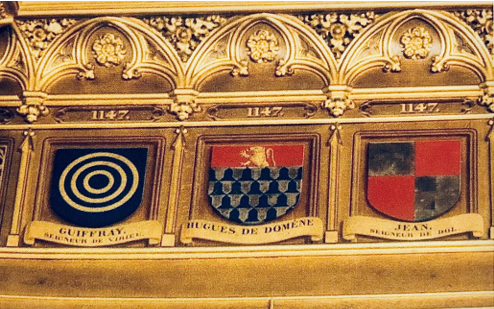
Armes Monteynard, salle des croisades

- Lantelme Aynard I, seigneur de Monteynard, de They, de Domène, de La Pierre (vers 1170), participe avec ses frères, ses fils et son neveux à la fondation de la chartreuse de Saint-Hugon[34].
- Pierre Isnard, chanoine d'Arles (1141), évêque de Toulon (1168), archevêque d'Arles (1183-1190). Guy Allard le rattache à cette famille[36]. Les frères de Sainte-Marthe lui donnent pour armoiries un fretté au lieu du vair.
- Pierre Aynard, participe à la Troisième croisade (1189). En septembre 1191, Pierre Aynard et Martin de Virieu par un acte passé à st Jean d'Acre avec un marchand génois lui empruntent quatre-vingt marcs d'argent[37].
- Lantelme Aynard II, chevalier banneret, membre du conseil de régence du Dauphiné pendant la minorité de Guigues VIII, premier officier nommé auditeur de la chambre des comptes en 1331, chef du parti des Aynard pendant la presque guerre civile contre les Alleman[16] (1335-1350) et l'un des seigneurs qui se porta garant du transport du Dauphiné à la France[38]

## Branches
La famille de Monteynard donna plusieurs branches à partir des premiers auteurs de la filiation admise ou prouvée : Raymond Eynard I, seigneur de Monteynard, de Montlaur, de l'Argentière etc., qui fit foi et hommage pour les terres de sa maison le 25 septembre 1365, marié à Galburce Béranger puis à Marguerite de Rochefort, dame en partie de l'Argentière, dont il eut Jean Eynard I, seigneur de Monteynard et de Montlaur (qui teste en 1415), marié à Marguerite Alleman.
Raymond de Monteynard (né vers 1415 et qui teste en 1489), fils de Jean I de Monteynard et de Marguerite Alleman, épousa Marie d'Arces puis Claude-Béranger du Gua. Son fils, Hector de Monteynard, seigneur de Montfort et de Chalençon († 1501), marié en 1487 à Marguerite Paléologue de Montferrat, eut entre autres enfants : 
- Louis de Monteynard, seigneur de Largentière et de Chalençon, marié en 1519 avec Madeleine Albaron de Lhers, eut deux fils dont Louis de Monteynard, seigneur de la Pierre, qui teste en 1576 et qui de son mariage avec Charlotte de Brottin eut pour fils Mari de Monteynard, marié en 1582 à Joachime Cot de Chastellard dont deux fils : le cadet, Guy Baltazar forma la branche des seigneurs de la Pierre et du Chastellard, éteinte avec Louis-François (né en 1716), marquis de Monteynard lieutenant-général des armées du roi, marié en 1753 à Françoise de Monteynard et l ainé François, baron de Montfrin, marié en 1606 avec Marguerite de Gondin, fut le père de Hector, marquis de Montfrin (en 1654), auteur de la branche des marquis de Montfrin[30].
- Laurent de Monteynard, auteur de la branche des seigneurs de Marcieu, éteinte en 1622[30].
- Jacques de Monteynard, marié à Maximilienne de Murol qui fut le père de Jean de Monteynard, auteur des seigneurs de Beaulieu rapidement éteints et d'Ainard de Monteynard, auteur des seigneurs de la Tour, éteints en 1627[30].

### Branche des seigneurs de Monteynard
- Raymond  de Monteynard, seigneur de  Monteynard, L'Argentière, Prébois, Chalençon, Chanousse, Montlaur, Marcieu etc. lieutenant général au gouvernement du Dauphiné de 1455 à 1458. Marié en 1427 à Marie d'Arces puis en Claude-Béranger du Gua, il teste le 24 février 1489[39].
- Lantelme de Monteynard (fils du précédent), seigneur de  Monteynard, L'Argentière, Marcieul, lieutenant général au gouvernement du Dauphiné. Marié avec Bonne Allemand, dont un fils mort sans postérité  avant 1505 et deux filles[39].
- Pierre de Monteynard (frère du précédent), seigneur de Monteynard et de l'Argentière après la mort de son frère, chambellan du roi Charles VIII qu'il suivit en 1494 à la conquête du royaume de Naples et dont il reçut une pension. Sans alliance[39].
- Hector de Monteynard (frère du précédent), chevalier, conseiller et chambellan du roi, capitaine de 100 hommes d'armes, lieutenant général au gouvernement du Dauphiné, gouverneur de la ville et du comté d'Asti en 1488. En 1494 il suivit le roi Charles VIII à la conquête du Royaume de Naples. En 1499, il fit partie de l'armée que Louis XII fit marcher sur l'Italie pour la conquête du Milanais. L'année suivante, il partit sous Hugues de Beaumont à l'expédition contre les Pisans. Louis XII voulant reconnaître ses services, lui fit don du marquisat de Ceva et des autres biens confisqués au  marquis de marquisat de Ceva qui le tua d'un coup de poignard lors d'un souper en août 1501. Il avait épousé Marguerite de Montferrat, fille de Guillaume VIII marquis de Montferrat dont il eut 3 fils[39].

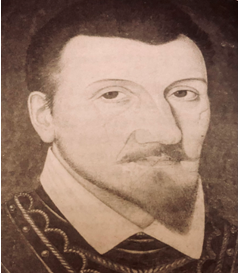
Louis I de Monteynard

- Louis I de Monteynard (fils du précédent), chevalier, seigneur de Monteynard, de Chalencon, de Chanousse, de l'Argentière etc. Enfant d'honneur du roi Louis XII en 1506 et de François Ier en 1516. Il accompagna ce dernier dans les guerres d’Italie et de Flandre. À la bataille de Cerisolles, il sauva deux fois la cornette blanche, Il testa en 1549. Il avait épousé Madelaine Allemand, dit Albaron, le 19 juillet 1519 au palais des Papes à Avignon qui apporta dans la famille Monteynard la terre de Montfrin en Languedoc[39].
- François de Monteynard (fils du précédent), seigneur de Monteynard, chevalier de l'ordre du roi en 1506, guidon, puis enseigne de la compagnie du comte de Suze. Marié à Louise Allemand, dame de Taulignan[39].

### Branche de Marcieu (éteinte en 1622)

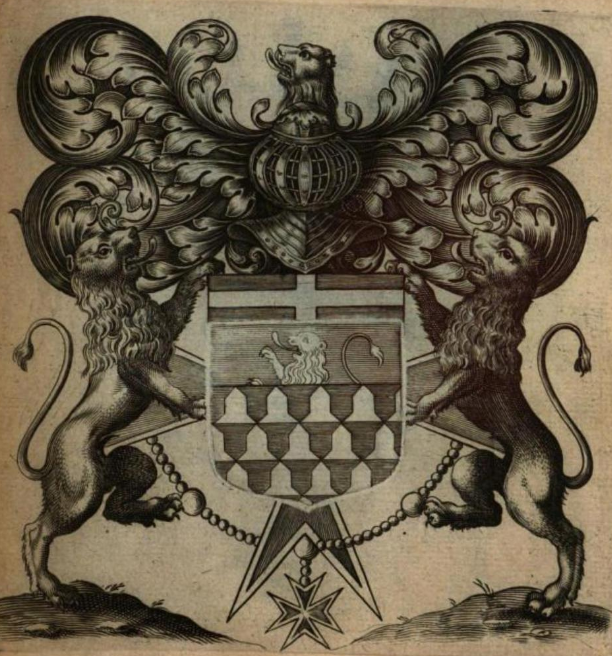
Armes de François de Monteynard, Martyrologe des chevaliers de Saint-Jean de Jérusalem

- Laurent de Monteynard (second fils d’Hector de Monteynard et de Marguerite Paléologue de Montferrat) , chevalier, seigneur de Marcieu etc., échanson du roi François Ier, lieutenant d'une compagnie de 100 hommes des ordonnances du connétable de Montmorency. Mort avant 1549, il avait épousé en 1524 Catherine de Talaru[40].
- François de Monteynard (fls du précédent), chevalier de l'ordre de Saint-Jean de Jérusalem tué en 1557 dans un combat naval contre les barbaresques[40].
- Guy-Balthazar II de Monteynard (neveur du précédent), baron de Marcieu et d'Arvillard, chargé de missions importantes sous les règnes de Henri IV et Louis XIII. Marié à Anne Fléard, il fut le dernier mâle de sa branche et n'eut qu'une fille[40].

### Branche de Beaulieu (éteinte vers 1634)
- Jean Jacques de Monteynard (troisième fils d’Hector de Monteynard et de Marguerite Paléologue de Montferrat), seigneur de Beaulieu en Auvergne. Il combatit à Marignan en 1515, et suivit le chevalier Bayard dans les guerres d'Italie, Jean de Monteynard, son petit-fils mort sans postérité institua pour héritier, son cousin Hector de Monteynard, baron de Montfrin[41].

### Branche de la Tour (éteinte en 1652)
Cette branche établie au Comté Venaissin vers 1515 avec Eynard de Monteynard, écuyer donna :
- Antoine de Monteynard, seigneur de la Tour, gentilhomme ordinaire de la chambre du roi, mestre de camp du régiment de Savoie, gouverneur d'Amboise en 1625, maréchal-de-camp et gouverneur de Casal en 1640 puis d'Arras. Il épousa en 1605 Blanche des Seguins et en secondes noces Marie Le Blanc. Il mourut à Arras en 1652. Il ne laissa de son premier mariage qu'une fille : Louise, mariée en 1627 à François de La Vergne, seigneur de Tressan[42] et de sa seconde femme Marie Leblanc qui eut Jacques Eynard[43]
- Jeanne de Monteynard, abbesse de Vignogoul après 1609 ; meurt en 1622

### Branche suisse (Eynard)
Une famille suisse Eynard (ou Aynard) semble, selon le généalogiste Jacques Augustin Galiffe (1895), issue de la famille dauphinoise, « mais très anciennement ». Cette tige, selon le Marquis de Magny (1846), serait passée à la foi réformée, à la fin du XVIIe siècle, à la suite des persécutions religieuses.
Galiffe (1895) mentionne comme première personnalité Jacques Eynard, de La Baume-Cornillane réfugié à Genève et reçu Bourgeois 1686. Jean-Gabriel Eynard compte parmi les descendants de cette tige. Ce dernier est un entrepreneur, diplomate qui s'engage notamment pour l'indépendance grecque et à l'origine du palais Eynard, à Genève.

### Branche de Leyssaud (branche naturelle non rattachée et éteinte)
Cette branche est citée par Gui Allard, qui n'en indique pas la souche. Par sa position  elle peut être considérée comme branche naturelle Elle donna entre autres : 
- Joachim de Monteynard, seigneur de Leyssaud, premier consul de la ville de Grenoble, marié en 1644 à Catherine Baudot dont il ne semble pas avoir eu de postérité[45].
- Joseph de Monteynard, sieur de Leyssaud, ancien capitaine au régiment de Sault, consul de Grenoble (1664 et 1665)[46].
- Jean de Monteynard, capitaine au régiment de Villeroy (1721)[46].

### Branche de la Pierre, seigneurs puis marquis de Montfrin (1652), en Languedoc (subsistante)

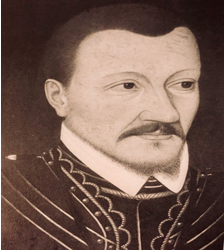
Louis II de Monteynard

Cette branche a pour auteur Louis II de Monteynard, co-seigueur de Theys et de la Pierre, chevalier de l'ordre du Roi, second fils de Louis I, seigneur de Monteynard, et de Madelaine Allemand. Elle donna notamment :
- Louis II de Monteynard, co-seigueur de Theys et de la Pierre. À l’occasion de son mariage en 1564 avec Charlotte de Brottin, il reçoit de sa mère Madelaine d’Albaron, la baronnie de Montfrin. Il suit le roi pendant toutes les guerres de religion où il est souvent confronté au très célèbre baron des Adrets. Il était enseigne de la compagnie d'homme d'arme des ordonnances du roi, sous les ordres du comte de Suze lorsque Charles IX le nomma chevalier de son ordre en (1572). À partir de là, la branche de la Pierre se développe principalement à Montfrin, dans le Languedoc[47].
- Mari/Marius de Monteynard, co-seigneur de Theys et de la Pierre, puis seigneur de Monteynard après la mort de Charles, son cousin-germain, baron de Montfrin, en Languedoc, par substitution portée aux testaments d'Anne et Marguerite d'Arpajon, sœurs, ses cousines, des 23 mai 1592 et 13 octobre 1598, chevalier de l'ordre du roi (1553), capitaine d'une compagnie de chevau-légers, marié au château de Chastelard, par contrat du 29 juillet 1582 à Joachine Cot de Chastelard. Ils furent inhumés à Montfrin[47].
- Claude de Monteynard, reçu chevalier de l'ordre de Saint-Jean de Jérusalem en 1608[48].
- Jean de Monteynard, gentilhomme de la chambre du duc d'Orléans, le 5 janvier 1631, lieutenant-colonel de Roure et lieutenant du roi de la place de Suvillan en Piémont 1642[47].
- Hector II de Monteynard, sénéchal de Beaucaire et de Nîmes en 1651. Il rendit de nombreux services à la couronne durant la minorité de Louis XIV et les troubles de la Fronde. Capitaine du régiment du Languedoc, il est blessé lors de la prise de Leucate contre l’armée espagnole en 1637. Il devient le premier marquis de Montfrin en 1652 pour ses services rendus à la couronne[49]. La même année il est promu au grade de maréchal de camp[47].
- Joseph de Monteynard (?-?), chevalier de Montfrin, reçut chevalier de l'ordre de Saint-Jean de Jérusalem[48], page du grand maître (1676), il commande une compagnie de Dragons[47].
- François de Monteynard II (1660-1728), chevalier, seigneur de Monteynard, baron de la Pierre, marquis de Montfrin. Sénéchal de Beaucaire et de Nîmes 1687, a commandé l'arrière-ban du Languedoc dans les guerres de Louis Louis XIV[47],[50].
- François de Monteynard (1704-?), chevalier de l'ordre de Saint-Jean de Jérusalem[47], capitaine au régiment royal cavalerie avec lequel il fit la fameuse retraite de Prague, en 1742[47].

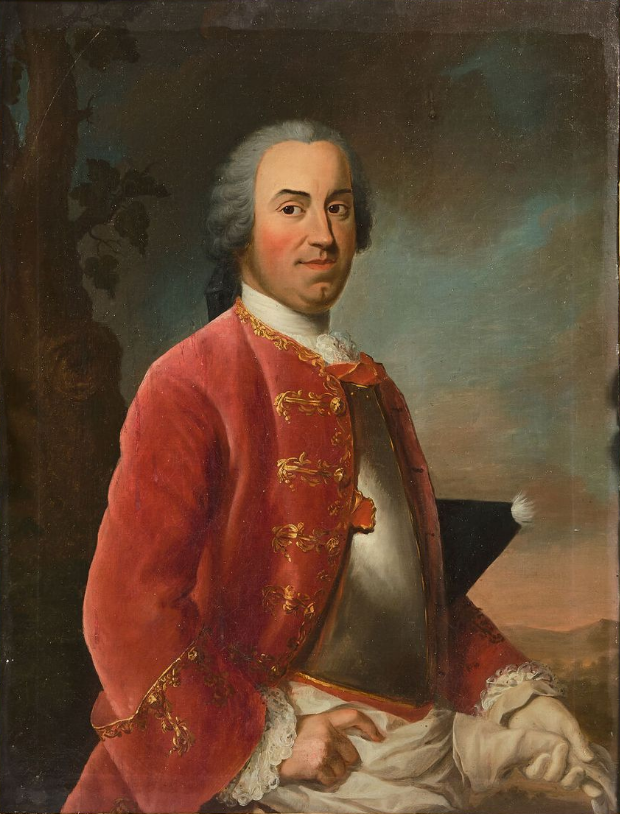
Joseph de Monteynard

- Joseph de Monteynard (1703-1793), marquis de Montfrin, comte titulaire de Diois par ancienne substitution, comte de Souternom, en Forez, seigneur de Meynes, Theziers & autre terres dans la même province, conseiller du roi en ses conseils, grand sénéchal de Beaucaire et de Nîmes. Il épouse en 1732 Diane-Henriette de Baschi d'Aubais, fille de Charles de Baschi d'Aubais.
- François de Monteynard III (1735-1798), comte, chevalier de l'Ordre de Saint-Louis (1760) , lieutenant-général de Bourgogne, gouverneur de Châlons-sur-Saône, ministre plénipotentiaire du roi Louis XV (1771) auprès de Maximilien-Frédéric de Königsegg-Rothenfels. Il épouse en 1756 Henriette-Lucie Madelaine de Baschi Saint Estève, fille de François de Baschi, comte de Saint Estève, ambassadeur de France, et de Charlotte-Victoire Le Normand, belle-sœur de Madame de Pompadour[47].

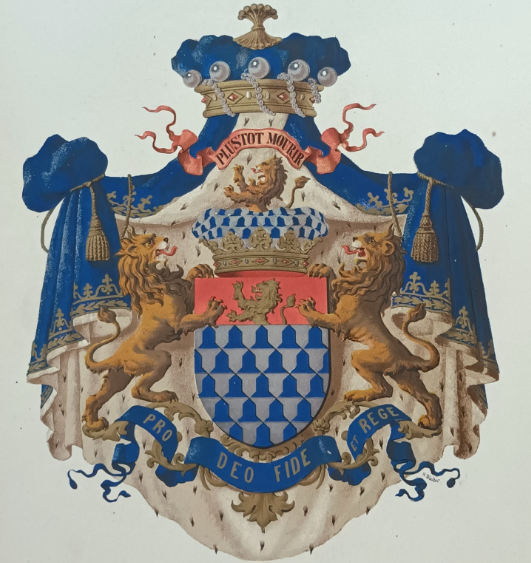
Armoiries de pair de France d'Hector-Joseph de Monteynard

- Hector-Joseph de Monteynard (1770-1845), officier, Émigré, admis aux Honneurs de la Cour (1789). Il épouse Clémentine-Philippine de Dreux-Brézé, fille d'Henri-Evrard de Dreux Brézé[47].
- Henri Raymond de Monteynard, entré dans la maison des pages du roi Charles X en 1827 et page dauphin en 1828. Après les événements de 1830, il escorte Charles X jusqu'à Cherbourg et fut nommé chevalier de la légion d'honneur[47].

### Branche du Chastelard  en Dauphine (éteinte en 1791)
Cette branche au pour auteur Gui-Balthazard de Monteynard, co-seigneur de Theys et de la Pierre, second fils de Marius, seigneur de Monteynard. Elle donna notamment :
- Louis Joseph de Monteynard, président de la chambre des comptes de Grenoble[51].
- Anne de Monteynard, nommée en 1756 abbesse de l'abbaye royale de Vernaison ordre de Cîteaux, diocèse de Valence[51].
- Marguerite de Monteynard, nommée en 1772 abbesse de l'abbaye de Bonnecombe, ordre de Cîteaux, diocèse de Lyon[51].
- Louis François de Monteynard (1713-1791), lieutenant général des armées du roi (1759), secrétaire d'État à la Guerre (1771-1774). Il fait approuver en 1771, par le roi la création d’une école d’équitation à Saumur qui deviendra le Cadre Noir[52], grand croix de l’Ordre de Saint-Louis (1789). Il n'eut pas de postérité de son mariage en 1753 avec Françoise-Marie de Monteynard, fille de Joseph de Monteynard, marquis de Montfrin, et de Diane-Henriette de Baschi d'Aubais[51].

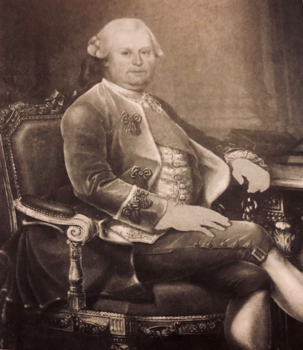
Louis-Joseph de Monteynard
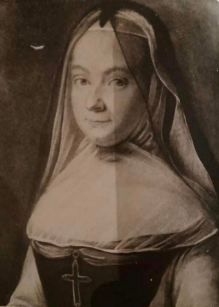
Anne de Monteynard
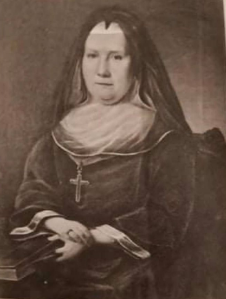
Marguerite de Monteynard
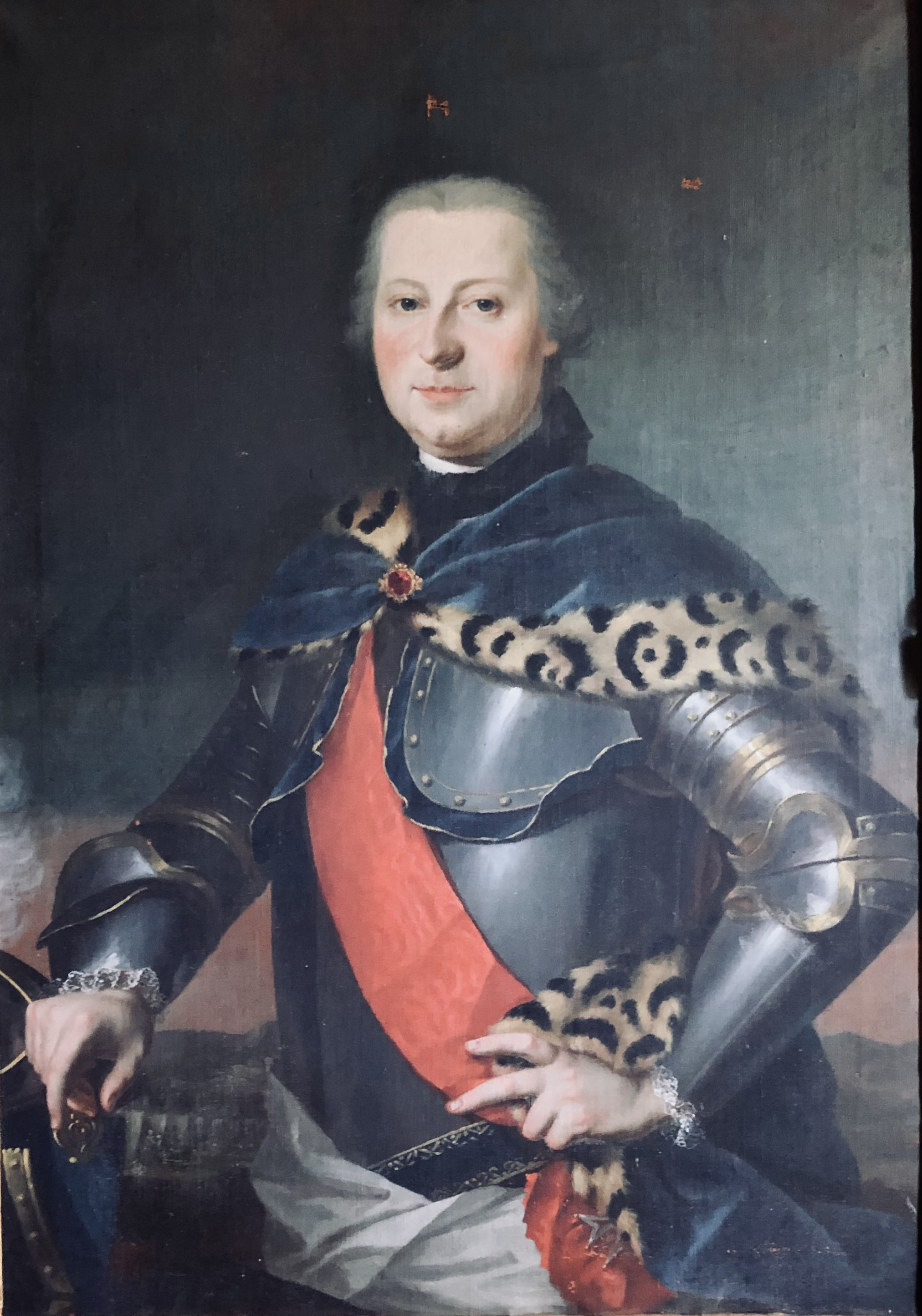
Louis-François de Monteynard

## Personnalités

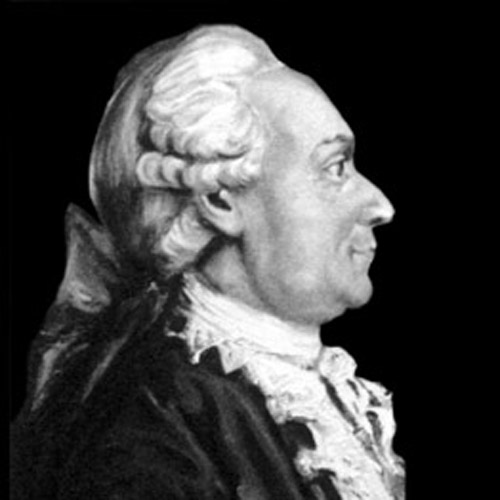
Louis François de Monteynard
- Hector-Joseph de Monteynard
- Emeric de Monteynard

- Louis François de Monteynard

## Titres et seigneuries

### Titres
- Marquis de Montfrin en 1652[32].
- Pair de France (5 novembre 1827-1830), baron-pair hérédaire sur institution d'un majorat de pairie par lettres-patentes du 17 avril 1829[24],[53]

La famille de Monteynard a porté les titres de courtoisie suivants et ses membres se qualifiaient autrefois dans les actes de "Premier Chrétien du Dauphiné".
- Marquis de Ceve (confisqué et donné par Louis XII à Hector de Monteynard)[54]
- Marquis de Monteynard (titre porté par Louis-François de Monteynard)
- Comte titulaire de Diois (par ancienne substitution)[55]
- Comte de Souternom[55]
- Baron de Marcieu et d'Arvillard[56]
- Baron de la Pierre[57]

### Seigneuries
Liste non exhaustive des seigneuries entrées en possession dans la famille :
- Seigneur de Monteynard
- Seigneur de Savel
- Seigneur de Royssas
- Seigneur de Moire
- Seigneur de la Motte
- Seigneur de Larvas
- Seigneur de Domène
- Seigneur de Theys
- Seigneur de Tencin
- Seigneur de Gière
- Seigneur du Touvet
- Seigneur de Chastelard
- Seigneur de Prébois
- Seigneur de Gensac
- Seigneur de Chalencon
- Seigneur d'Arnayon
- Seigneur de Curnier
- Seigneur de Taulignan
- Seigneur de Remolon
- Seigneur de Piégu
- Seigneur de Chanousse
- Seigneur de Mont-Emule
- Seigneur de Mont-Baxile
- Seigneur de l'Argentière
- Seigneur de Beaulieu
- Seigneur du Poët-Sigilat
- Seigneur de Montaulieu
- Seigneur de Montferrand
- Seigneur d'Allevard
- Seigneur de Montgardin
- Seigneur de Saint-Georges de Comiers
- Seigneur de Saint-Jean d'Hérans
- Seigneur de Mayres
- Seigneur de Feuillans
- Seigneur d'Avers
- Seigneur de Gumiane
- Seigneur de Meynes
- Seigneur de Théziers
- Seigneur de Chamagnieu
- Seigneur de Saint-Clément
- Seigneur de Mont-Aymon
- Seigneur d'Avelanne
- Seigneur de Ruat
- Seigneur de Jardens
- Seigneur de Vignalz
- Seigneur de Lusson
- Seigneur de Vers
- Seigneur de Vaisse
- Seigneur de Sainte-Eugénie
- Seigneur de La Tour de Breydal
- Seigneur de Leyssaud
- Seigneur de Pays
- Seigneur de Saint-Germain
- Seigneur de Nolieu
- Seigneur de La Tour
- Seigneur de Saint-Julien
- Seigneur de Molord
- Seigneur de Monterel
- Seigneur de Goncelin
- Seigneur de La Tour d'Entremonts
- Seigneur des Molettes

, etc.

## Armes et devises
|  | De vair, au chef de gueules chargé d'un lion issant d'or Support : Deux lions, deux anges Cimier : Un bonnet vairé surmonté d'un lion issant Cri de guerre : Potius Mori Devise : Pro Deo Fide et Rege |

On retrouve déjà ces armes en sceau sur un acte passé à Saint-Jean-d'Acre en 1191 par Pierre-Aynard et au XIIIe siècle peintes au Châtel de Theys.

## Alliances
Liste des principales alliances de la famille de Monteynard,,:
Savoie, Mévouillon, Allinges, Albon, La Chambre, Beaumont, Bressieux, Faucigny, Bocsozel, Agoult, Morges, Peloux, Sassenage, Alleman, d'Arces, Chissé, Paléologue-Montferrat, Chevron-Villette, Talaru, Groléé, Murol, Gruyère, Vincens, Hostun, Seyssel, Guiffrey, Emé de Marcieu, Gadagne, Seguins, Garcin, Simiane, La Vergne, Nagu, Baschi, Foudras, Guerin Tencin, Dreux-Brézé, Le Cornu de Balivière, Chaponay, Gallien de Chabons, Courtarvel, Solages, La Croix de Chevrières, Colbert, Roquefeuil.

## Propriétés
Liste non exhaustive des propriétés ayant été possédées par les Aynard/Monteynard:
- Maison forte de Theys (vers 975-1246)[61]
- Château fort des Aynard (XIIe siècle-ruinée au XVIIIe siècle), à Monteynard[62]
- Château-Vert (XIe siècle-totalement ruiné en 1663), à Domène[62]
- Prieuré de Domène, fondé par les Aynard en 1027, qui sera leur lieu de sépulture jusqu'en 1500. Il est racheté 1836 par la marquise de Monteynard[63]
- Maison forte de Chamagnieu (fin XIIIe siècle-1327)[64]
- Maison forte de Breydent (construit par les Aynard au XIIIe siècle)[65]
- Château Delphinal de la Motte (1246-1360)[66]
- Maison forte des Monteynard, (vers 1120-?) à Saint-Maximin[67]
- Château de Gières[68]
- Château de Savel (1339-XVIe siècle?) à Mayres-Savel[62]
- Château de Marcieu (?-1501)[66]
- Château de l'Argentière (1371-1596)[69]
- Château de Montfort (1471-1488) [70]
- Château de Montlaur, situé à Montlaur-en-Diois (1540-1580?)[71]
- Château-Vieux de La Pierre (XIVe siècle-XIXe siècle)[72]
- Château de Montfrin (1519-1925)[73]
- Château du Touvet (1558-1622) à Le Touvet[74]
- Château de Saint Jean ou de Monteynard (XVIIe siècle-XXe siècle), situé à La Buisse (lieu-dit Le Pansu)[75]
- Château de Tencin, dit Cruzille (1775-1972), à Tencin [76]
- Vieux Chateau ou tour de Tencin (XIIe siècle- ? puis 1768- 1972) à Tencin
- Château de Selore (1777-1814), à Saint-Yan[77].
- Château de Souternom (1755-1780)[78]
- Château de Fourqueux (XIXe siècle)[79]
- Château de Dizimieu (XIXe siècle)[80]
- Château de Mélusine (1843-aujourd'hui), à Montélier[81]
- Château de Magneux-Haute-Rive (1863- aujourd'hui)[82]
- Château de Saint-Julien (ou Saint-Jullin, XIXe siècle), à Saint-Julien[83]
- Château de Lierville (XIXe siècle-1980), à Verdes[84]
- Château de la Quentinière (1841- 1919), à Valennes[85]
- Château de Chezelles (1884-1936), à Chezelles[86]

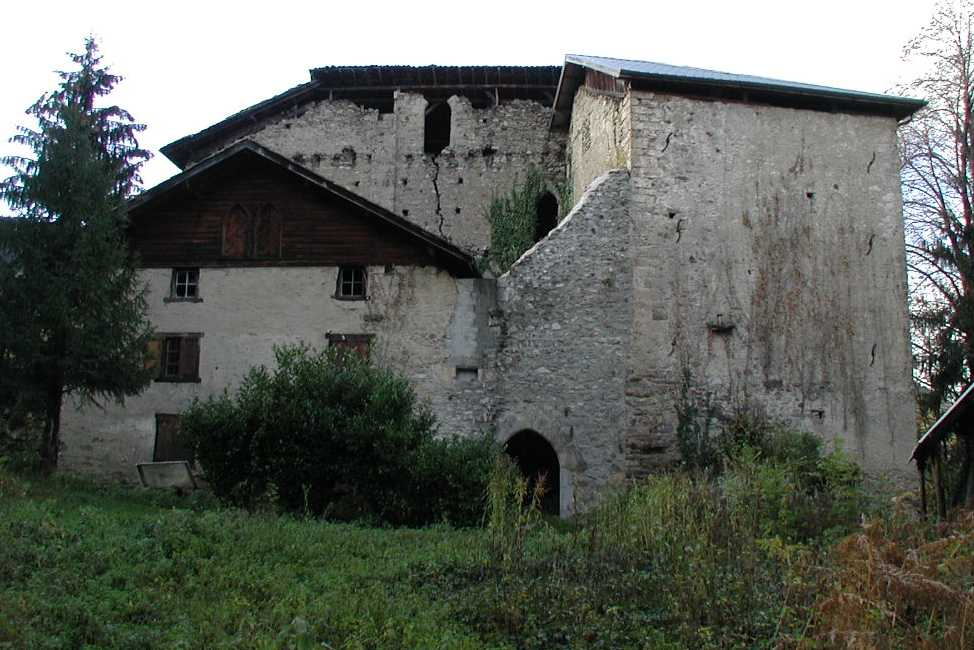
Châtel de Theys
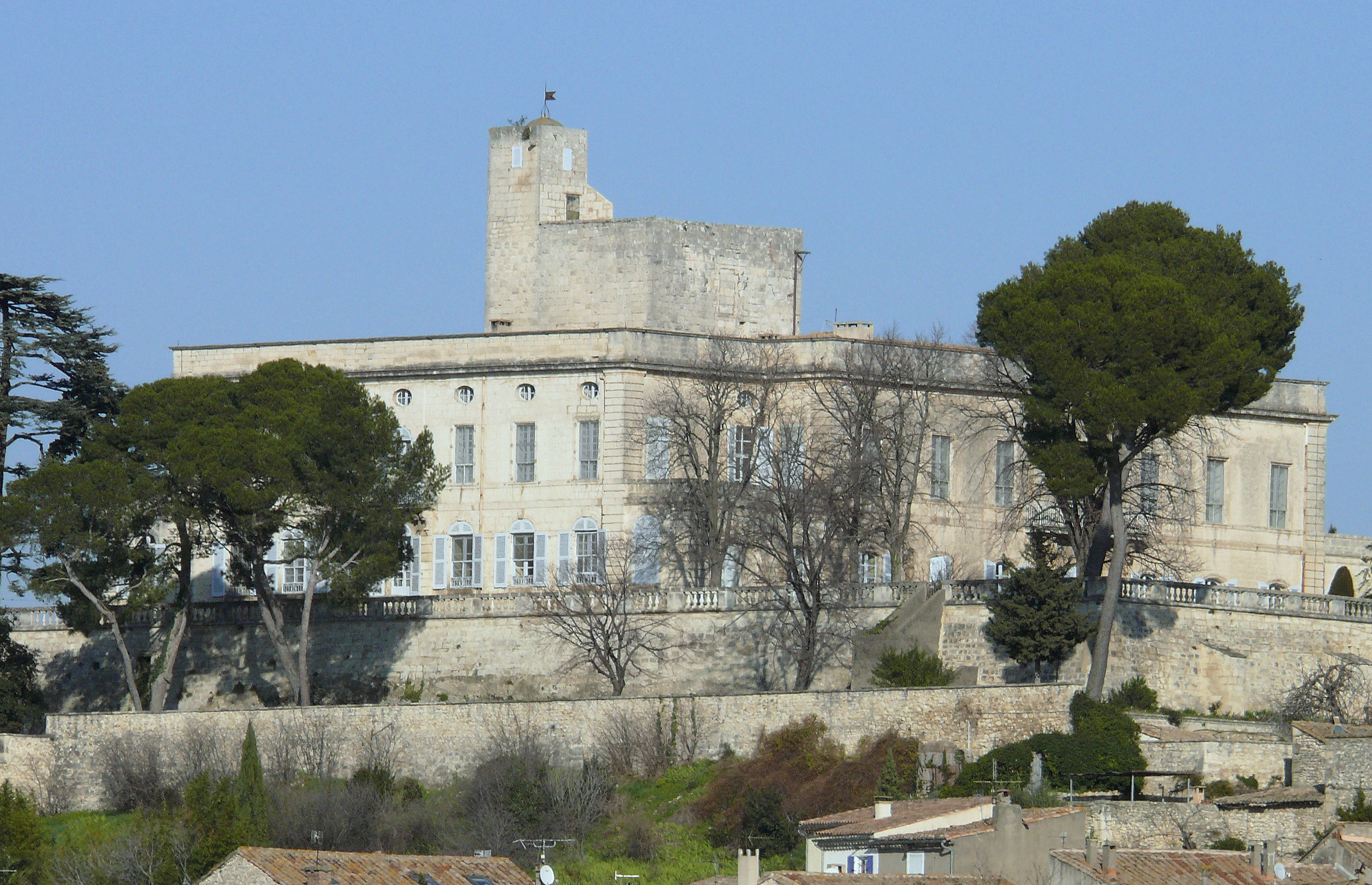
Château de Montfrin
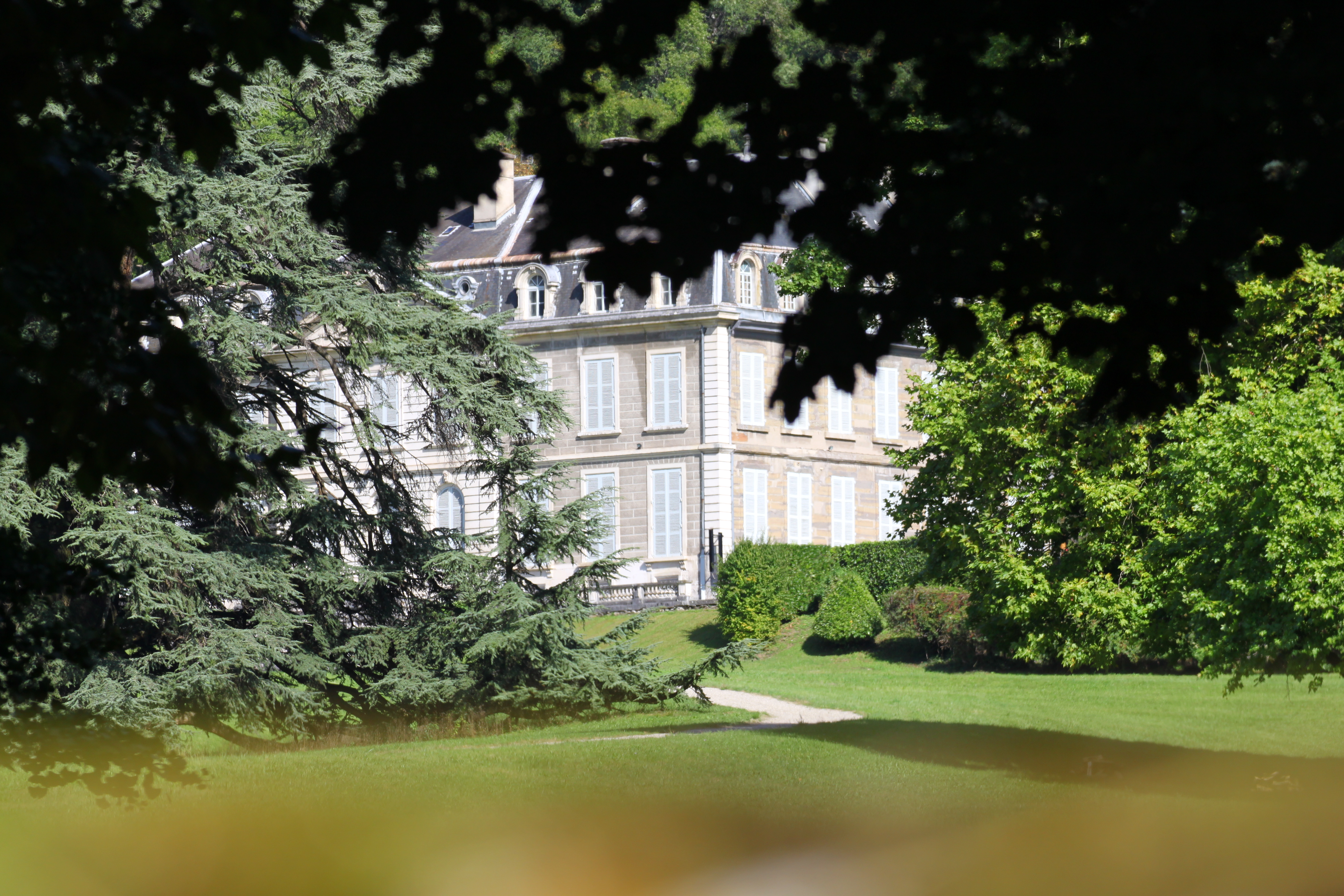
Château de Tencin